# Hilter am Teutoburger Wald
Hilter am Teutoburger Wald – gmina samodzielna (niem. Einheitsgemeinde) w Niemczech, w kraju związkowym Dolna Saksonia, w powiecie Osnabrück, w zachodniej części lasu Teutoburskiego.